# Investitionsbank Schleswig-Holstein
Die Investitionsbank Schleswig-Holstein (IB.SH) ist das zentrale Förderinstitut des Landes Schleswig-Holstein. Sie wurde zum 1. Januar 2003 durch Abspaltung eines Teilbereichs der damaligen Landesbank Schleswig-Holstein Girozentrale (LB Kiel) (heute Hamburg Commercial Bank AG) als eigenständige Anstalt des öffentlichen Rechts errichtet. Zuvor wurden ihre Aufgaben durch einen Teilbereich der LB Kiel wahrgenommen.

## Aufgaben
Die Investitionsbank Schleswig-Holstein (IB.SH) unterstützt das Land Schleswig-Holstein als zentrales Förderinstitut in der Umsetzung wirtschafts- und strukturpolitischer Aufgaben.
Die IB.SH berät in allen Förderfragen und vergibt Fördermittel für die Wirtschaft, den Wohnungsbau, Kommunen, Arbeitsmarkt- und Ausbildungsmaßnahmen, Umwelt- und Energieprojekte und den Städtebau sowie den Agrarbereich. Unterstützt werden öffentliche und private Investitionsvorhaben in Schleswig-Holstein.
Die IB.SH verwaltet das Zweckvermögen Wohnraumförderung/Krankenhausfinanzierung des Landes Schleswig-Holstein und betreut die Soziale Wohnraumförderung des Landes (als Prüfinstanz ist hierbei auch die Arbeitsgemeinschaft für zeitgemäßes Bauen e. V. beteiligt).
Mit 806 Mitarbeiterinnen und Mitarbeitern werden über 60 Programme und Produkte betreut.